# بمتن، آکسفوردشر
بمتن (به انگلیسی: Bampton) یک روستا و محله مدنی در بریتانیا است که در آکسفوردشر غربی واقع شده‌است. بمتن ۲٬۵۶۴ نفر جمعیت دارد.